# Hi-top fade

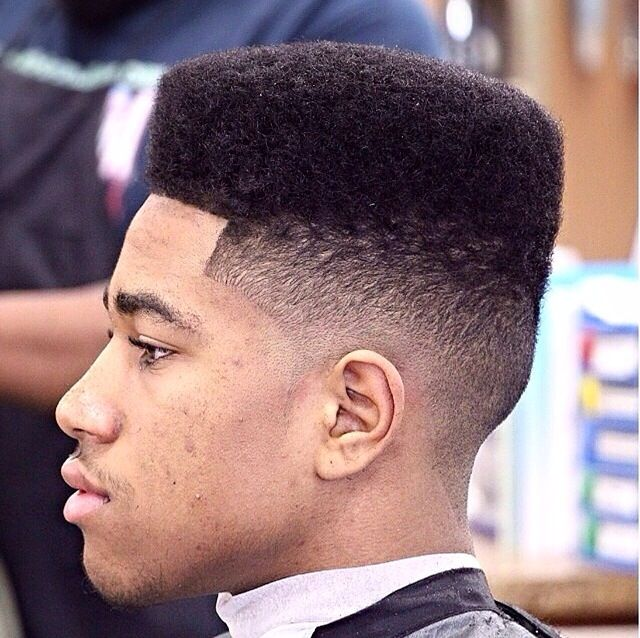
Um estilo clássico do high-top

O Hi-top fade ou High-Top (também confundido com o "Crew cut") é um penteado ou corte de cabelo masculino onde o cabelo na lateral é cortado ou raspado bem curto enquanto o cabelo no topo da cabeça é mantido bem longo.
O hi-top foi uma tendência simbolizando a idade de ouro da música hip hop e contemporâneo urbano durante os anos 80 e início dos anos 90. Era comum dentre os jovens negros em meados de 1986 e 1992 e, em menor grau, em meados dos anos 90 (1993-1996).
O hi-top fade é comumente chamado de Crew cut, devido à grande semelhança entre os dois estilos. De fato, o hi-top fade pode ser qualificado como uma variação do Flattop.

## Origens
Em 1980 Grace Jones e o então namorado Jean-Paul Goude colaboraram na capa e nos trabalhos de arte para o álbum Warm Leatherette. Ela aparecia na capa usando um flapttop/high-top fade.
Na comunidade hip hop em meados da década de 80, os jovens afro-americanos migravam para o jheri curl ou simples cortes de cabelo. Em 1986, rappers como Schoolly D e Doug E. Fresh tiveram os primeiros estilos, pouco desenvolvidos, do fade no hip hop. No entanto, seus penteados careciam de precisão geométrica que caracterizam hoje os estilos mais modernos do hi-top fade.
Na comunidade hip-hop, uma das primeiras aparições públicas dos penteados mais modernos do hi-top fade foi no vídeo clipe "Tramp" do Salt-N-Pepa, lançado no início de 1987. Neste vídeo, os dançarinos podiam ser vistos com este penteado. Eles também podem ser vistos dançando num estilo new jack swing baseado em suas roupas e coreografia, o que não foi visto em outros vídeos de hip hop e R&B na época.
Em meados e finais dos anos 80, o corte de cabelo era freqüentemente creditado ao Larry Blackmon o vocalista da banda Cameo. Blackmon tinha um penteado em meados dos anos 80 que foi o precursor do Fade, com o topo alto quadrado achatado, mas com laterais e costas ligeiramente mais longas. Há numerosos exemplos de rappers que se referem ao penteado como um "corte de cabelo" entre 1987 e 1990, sendo o mais notável na música de Ultramagnetic MCs, "Give The Drummer Some" de 1988 onde Ced Gee, que tinha um hi-top fade na época, disse: "Porque eu sou um verdadeiro profissional, com um camafeu, e não um afro".